# 2341 Aoluta
2341 Aoluta este un asteroid din centura principală, descoperit pe 16 decembrie 1976 de Liudmila Cernîh.